# Hinchinbrook Island National Park
Hinchinbrook Island National Park är en park i Australien. Den ligger i delstaten Queensland, omkring 1 200 kilometer nordväst om delstatshuvudstaden Brisbane. Arean är 404 kvadratkilometer.
Runt Hinchinbrook Island National Park är det mycket glesbefolkat, med 4 invånare per kvadratkilometer..
I omgivningarna runt Hinchinbrook Island National Park växer i huvudsak städsegrön lövskog. Genomsnittlig årsnederbörd är 1 995 millimeter. Den regnigaste månaden är februari, med i genomsnitt 509 mm nederbörd, och den torraste är augusti, med 20 mm nederbörd.